# 童軍諾言
自從1908年《童軍警探》出版之後，全球童軍與女童軍創造了童軍（女童軍）諾言或童軍（女童軍）誓詞，來維持童軍活動的概念，並承諾實現童軍規律。童軍諾言與童軍規律會隨時間與各地差異而有些微不同。許多童軍與女童軍組織使用諾言這個名詞，但美國童軍等少數國家童軍組織則使用誓詞。一般來說，當童軍與女童軍重溫諾言時，會使用三指記號。

## 1908年原始版本
在童軍相關的原始書籍當中，貝登堡引入了童軍諾言：
|  | -{Before he becomes a scout, a boy must take the scout's oath, thus: On my honour I promise that--- 1. I will do my duty to God and the Queen. 2. I will do my best to help others, whatever it costs me. 3. I know the scout law, and will obey it. While taking this oath the scout will stand, holding his right hand raised level with his shoulder, palm to the front, thumb resting on the nail of the little finger and the other three fingers upright, pointing upwards:--- This is the scout's salute and secret sign.}- 在某位男孩成為童軍之前，必須複頌童軍誓詞，如下： 憑我的榮譽，我承諾--- 1. 我將為神和女王盡本分。 2. 我將盡力去幫助他人，即使犧牲我自己。 3. 我理解並將遵守童軍規律。 當複頌童軍誓詞時，這位童軍必須立正，舉起右手到他的肩膀，手掌向前，同時拇指按在小指上，其餘3根指頭直立並且指向上面：--- 這是童軍的敬禮和秘密記號。 |

## 世界童軍運動組織的要求
童軍諾言的格式，會因為時間和每個國家而有些微的變化，但是每個國家童軍組織的諾言，必須滿足世界童軍運動組織的要求，方可得到入會資格。世界童軍運動組織憲章同時規範了童軍規律和童軍諾言，其中童軍諾言的規範如下：
|  | -{ Article II, paragraph 2: "Adherence to a Promise and Law" All members of the Scout Movement are required to adhere to a Scout Promise and Law reflecting, in language appropriate to the culture and civilization of each National Scout Organization and approved by the World Organization, the principles of Duty to God, Duty to others and Duty to self, and inspired by the Promise and Law conceived by the Founder of the Scout Movement in the following terms: The Scout Promise On my honour I promise that I will do my best— To do my duty to God and the King (or to God and my Country) To help other people at all times To obey the Scout Law.}- 第2條，第2項：對諾言和規律忠誠 所有童軍運動成員必須被要求，對童軍諾言和規律須堅持並且落實，依照各國家童軍組織的文化和文明用當地語言撰寫，並經由世界童軍組織批准，須符合對神的責任，對他人和自己的責任的原則，並且能夠對下列經由童軍運動創始者所理解的童軍諾言和規律達到鼓舞效果： 童軍諾言 憑我的榮譽，我願盡力－ 為神和國王（或為神和國家）盡本分； 隨時隨地幫助他人； 遵守童軍規律。 |

由於童軍活動包容了各種不同的宗教，神可能指的是較高的力量，不會明確限制為一神論宗教當中的神。世界童軍運動組織憲章解釋，「對神的責任」意指「堅持精神原則，對所信仰的宗教忠誠，接納由此產生的責任」。
世界童軍運動組織的姊妹組織世界女童軍總會，在他們的憲章（第1部分，第2條：原始童軍規律）有著相似的文字敘述和其相似的政策。

### 替代的童軍諾言
即使世界童軍運動組織憲章陳述，童軍諾言必須包含對神盡本分，但6個國家（比利時、捷克斯洛伐克、法國、盧森堡、荷蘭和芬蘭）於1920年代，經貝登堡的准許，有權另外使用替代的童軍諾言，去除對神的敘述。這些國家之中的其中3個仍然擁有其替代的童軍諾言（法國、荷蘭和捷克），其他國家則禁止使用。世界童軍運動組織於1932年表示，沒有任何國家提出新的例外，並希望上述這些國家停止使用缺乏「對神盡本份」的童軍諾言。
成立於1919/1920年，1951年加入世界童軍運動組織，1963年加入世界女童軍總會的以色列童軍，其童軍諾言也沒有「對神盡本分」或是明顯的替代語句。
1969年，法國猶太童軍和女童軍決定禁止貝登堡的3個諾言，因為明顯涉及到「神」，對於猶太觀點來說並不滿意。神（法文：Dieu）這個字出了問題，因為語源學上此字是從希臘的Zeus（宙斯）而來，在猶太文字中，不論是想法上，或是教育上，都是不太適合的，且必須去除其外來宗教的論述
。

## 非世界童軍運動組織會員童軍的童軍諾言
某些童軍派別遵守傳統童軍運動，像是位在世界獨立童軍聯盟當中的貝登堡童軍，使用了各種童軍諾言，包含原始的童軍諾言，強調包含對神的論述。然而，一些童軍組織，像是美國德克薩斯州沃夫茲堡的第1塔蘭特童軍團，使用了混合原始童軍諾言和「外來者童軍諾言」（Outlander Promise；「根據傳統」，貝登堡為那些基於良知而必須將關於神或君王的字眼略去的童軍編寫此諾言）。